# Plocopsylla heros
Plocopsylla heros är en loppart som beskrevs av Jordan 1933. Plocopsylla heros ingår i släktet Plocopsylla och familjen Stephanocircidae. Inga underarter finns listade i Catalogue of Life.